# Barnardillo montanus
Barnardillo montanus är en kräftdjursart som beskrevs av Stefano Taiti och Franco Ferrara 1987. Barnardillo montanus ingår i släktet Barnardillo och familjen Armadillidae. Inga underarter finns listade i Catalogue of Life.